# 黑丸灰蝶
黑丸灰蝶（學名：Pithecops corvus），又名琉球黑星小灰蝶、黑星灰蝶、大斑里白灰蝶、黑圓灰蝶。是一種屬於灰蝶科的蝴蝶。由漢斯·弗魯霍費爾於1919年所描述。其分布於東洋界。

## 描述
本種為小型灰蝶，具雌雄二型性。雌雄外觀大致相似，差異在於雄蝶前足跗節癒合，雌蝶未癒合。
全身背側為暗褐色，腹側白色。頭頂褐色，中央有白斑；額白色，中央有褐色紋；觸角黑褐色具白環；下唇鬚白色，背面黑褐，右側末節較短；複眼光滑。胸腹部背面黑褐色，腹面白色。足白，有褐色條紋與帶紋。
前翅長9-13 mm，呈三角形，邊緣弧形；後翅圓形。翅背面黑褐色、無斑紋。翅腹面白色，前翅前緣有兩枚小黑點，後翅前緣外側具明顯黑圓斑。前、後翅亞外緣有橙色窄帶與外側黑點列，其內側另有橙色斷線紋。前翅緣毛白褐混色，後翅緣毛白色夾褐，翅脈末端呈褐色。

## 分佈
分布於中南半島、巽他陸塊、菲律賓、日本沖繩與八重山群島、華南及臺灣，其中在臺灣主要見於低海拔坡地與山區。

## 棲地
棲息於潮濕常綠闊葉林底層，一年可有多代產生，飛行緩慢，成蟲會訪花；幼蟲以豆科細梗山螞蝗與疏花山螞蝗的花、花苞及豆莢為食。

## 亞種
- Pithecops corvus corvus（蘇門答臘、馬來半島、尼亞斯島、婆羅洲）
- Pithecops corvus corax Fruhstorfer, 1919（爪哇至菲律賓）
- Pithecops corvus ryukyeuensis Shirôzu, 1964（日本：琉球）
- Pithecops corvus correctus Cowan, 1965（那加丘陵）
- Pithecops corvus cornix Cowan, 1965（海南）